# Замок Аландруал
Замок Аландруал (порт. Castelo dо Alandroal) — средневековый замок в Португалии в деревне Аландруал, округ Эвора.

## История
Замок был заложен в правление короля Диниша I (1279—1325). В соответствии с эпиграфической надписью на одной из дверей, его первый камень был заложен 6 февраля 1294 года Лоренсу Афонсу, магистром Ависского ордена. Вторая запись, обнаруженная к западу от донжона, указывает на дату завершения строительства — 24 февраля 1298 года. Третья запись в башне справа от главного входа, сделанная между 1294 и 1298 годами, запечатлела имя архитектора замка, некоего «мавра Гальво».
В 1606 году большинство зданий в пределах крепостной стены были разрушены. В XVIII веке барбакан замка был снесен, чтобы освободить место для строительства нового здания мэрии и окружной тюрьмы.
Замок Аландруал объявлен национальным памятником указом от 16 июня 1910 года, но только в 1940 году были проведены работы по реставрации замковых построек и реконструкции отдельных участков стен.

## Особенности
Выполненный в готическом стиле замок, вместе с крепостными стенами, имеет треугольную конфигурацию. Сам замок усилен тремя четырехугольными башнями по углам и имеет главную башню, примыкающую к стене. Главные ворота (Porta Legal) ограничены по сторонам двумя квадратными башнями, соединенными между собой переходом.
Донжон включает три этажа. Доступ внутрь башни в настоящее время закрыт. Донжон был построен в XIII веке, как и занимающая большую часть пространства внутри крепостных стен Церковь Божией благодати, и имеет черты архитектуры эпохи Возрождения. В 1744 году на башне церкви были размещены часы.
Специалисты также отмечают, что замок сохранил черты и исламской архитектуры, благодаря своему мавританскому архитектору. Так, окно в форме подковы на одной из башен имеет сходство с альмохадскими постройками Севильи.